# Cassandra Pybus
Cassandra Jean Pybus est une historienne et écrivaine australienne née le 29 septembre 1947. C'est une ancienne professeure d'Histoire à l'Université de Sydney et l'autrice de nombreux ouvrages sur l'histoire australienne et américaine.
Pybus nait à Hobart, en Tasmanie, et fait ses études au lycée pour filles de Sydney Nord (en) et à l'université de Sydney. Sa mère, Betty Pybus, est une pionnière en matière de santé des femmes à Sydney et en Tasmanie.
De 1989 à 1994, Pybus est rédactrice en chef de la revue littéraire Island (en). Elle remporte le prix Colin Roderick (en) en 1993 pour Gross Moral Turpitude, un réexamen du cas de Sydney Sparkes Orr (en), un universitaire nord-irlandais impliqué dans un scandale de relation avec une étudiante alors qu'il travaillait à l'université de Tasmanie. En 2000, elle remporte un prix littéraire du festival d'Adélaïde (en) pour The Devil and James McAuley, une biographie du poète James McAuley (en).
Pybus reçoit la Médaille du Centenaire en 2001 pour sa contribution exceptionnelle à la littérature et à l'éducation de la Tasmanie et de l'Australie.
En 2020, elle est présélectionnée pour le Prix du livre de non-fiction (en anglais : Nonfiction Book Award) aux Prix littéraires du Queensland (en) pour Truganini et pour le prix Nonfiction aux Indie Book Awards 2021, ainsi que pour le Livre biographique de l'année 2021 (2021 Biography book of the year) aux Prix de l'industrie du livre de l'Australie (en)  avec Truganini. En août 2021, elle gagne le Prix de la biographie nationale (en) avec Truganini', tandis qu'en novembre de la même année, elle est élue membre de l'Académie australienne des sciences humaines (en).

## Publications
(septembre 2024).
- Truganini: Journey Through the Apocalypse (Truganini : Voyage à travers l'Apocalypse) (2020)
- Enterprising Women: Gender Race and Power in the Revolutionary Atlantic (Femmes entreprenantes : genre, race et pouvoir dans l'Atlantique révolutionnaire) (avec Kit Candlin ; 2015)
- Other Middle Passages (Autres passages du milieu) (dirigé avec Marcus Rediker et Emma Christopher; 2007)
- Epic Journeys of Freedom: Runaway slaves of the American Revolution and their global quest for liberty (Voyages épiques vers la liberté : les esclaves en fuite de la Révolution américaine et leur quête mondiale de liberté) (2006)
- Black Founders: The unknown story of Australia's first black settlers (Fondateurs noirs : l'histoire méconnue des premiers colons noirs d'Australie) (2006)
- The Woman who Walked to Russia: A writer's search for a lost legend (La femme qui marcha jusqu'en Russie : la quête d'une légende perdue par un écrivain) (2004)
- American Citizens, British Slaves: Yankee political prisoners in an Australian penal colony, 1839–1850 (Citoyens américains, esclaves britanniques : prisonniers politiques yankees dans une colonie pénitentiaire australienne, 1839-1850) (avec Hamish Maxwell-Stewart ; 2002)
- Raven Road (La Route du Corbeau) (2001)
- The Devil and James McAuley (Le Diable et James McAuley) (1999)
- Till Apples Grow on an Orange Tree (Jusqu'à ce que les pommes poussent sur un oranger) (1998)
- White Rajah: A Dynastic Intrigue (Rajah blanc : une intrigue dynastique) (1996)
- Gross Moral Turpitude: The Orr Case Reconsidered (Turpitude morale grave : l'affaire Orr réexaminée) (1993)
- Community of Thieves (La communauté des voleurs) (1991)